# Hydrotarsus pilosus
Hydrotarsus pilosus là một loài bọ cánh cứng thuộc họ Dytiscidae. Nó là loài đặc hữu của Tây Ban Nha.